# Холопов, Александр Иванович
Александр Иванович Холопов (15 августа 1921, село Ново-Александровка, ныне Александро-Гайского района Саратовской области — 19 ноября 2000, Санкт-Петербург) — советский военачальник, генерал-полковник (1977), командующий ракетной армией (1970—1977), начальник Военного института имени А. Ф. Можайского (1977—1988).

## Биография
В августе 1939 года призван в Красную Армию Александрово-Гайским районным военкоматом Саратовской области. Окончил Сумское артиллерийское училище имени М. В. Фрунзе (1941).
Участник Великой Отечественной войны с 25 июня 1941 года: командир огневого взвода 89-го артиллерийского полка 62-й стрелковой дивизии на Юго-Западном фронте (1942), командир батареи 12-й истребительно-противотанковой артиллерийской бригады в 61-й армии на Западном фронте (1943), помощник начальника штаба и начальник штаба 1960-го истребительно-противотанкового артиллерийского полка 41-й отдельной истребительно-противотанковой артиллерийской бригады РГК на 1-м Белорусском фронте. В их рядах участвовал во многих сражениях войны, в том числе в Белорусской, Висло-Одерской, Берлинской наступательных операциях. Проявил себя умелым артиллеристом и лично отважным офицером, на фронте был награждён 4 боевыми орденами.
Вскоре после войны направлен на учёбу и окончил Высшую офицерскую артиллерийскую штабную школу (1947). Служил в артиллерии. В октябре 1949 году поступил в Артиллерийскую академию имени Ф. Э. Дзержинского на командный факультет наземной артиллерии. В 1953 году переведён во вновь созданную Военную артиллерийскую командную академию, которую окончил в 1954 году.
Служил с 1954 года заместителем командира, а с июля 1958 года — командиром 72-й инженерной бригады особого назначения Резерва Верховного Главнокомандования на полигоне «Капустин Яр». Под этим наименованием в интересах секретности действовала первая в СССР ракетная бригада особого назначения, вооруженная ракетами Р-1 и Р-2. В 1957—1958 гг. бригада прошла перевооружение на новый ракетный комплекс Р-5М с ядерным боевым зарядом и дальностью действия 1200 километров. В конце 1958 года бригада в связи с обострением международной обстановки в составе двух дивизионов была передислоцирована в Германскую Демократическую Республику и заступила на боевое дежурство. В июне 1959 года бригада была возвращена на территорию СССР и развернута в Калининградской области вблизи города Гвардейска. Этому соединению придавалось настолько важное значение, что вскоре после полного заступления бригады на боевое дежурство её посетили секретарь ЦК КПСС по оборонной промышленности Л. И. Брежнев, секретарь ЦК КПСС Д. Ф. Устинов, министр обороны СССР Маршал Советского Союза Р. Я. Малиновский, главнокомандующий РВСН главный маршал артиллерии М. И. Неделин, главные конструкторы В. П. Бармин и М. К. Янгель. В мае 1960 года 72-я инженерная бригада была преобразована в 24-ю ракетную дивизию, командиром которой вновь стал полковник А. И. Холопов. Эта дивизия стала первой ракетной дивизией в Ракетных войсках стратегического назначения. С июля 1962 года учился в академии.
Окончил Военную академию Генерального штаба в 1964 году. С 1964 года — заместитель начальника 4-го Государственного центрального полигона «Капустин Яр»; с 1966 года — первый заместитель командующего 43-й ракетной армией. С июня 1970 года — первый командующий 33-й гвардейской ракетной армией (штаб в г. Омск), эту армию сформировал и поставил на боевое дежурство.
В июне 1977—1988 годах — начальник Военного института им. А. Ф. Можайского, успешно осуществил перевод обучения слушателей на космическую тематику, а также проделал большую работу по преобразованию академии в Военный инженерный институт. С сентября 1988 в отставке.
Похоронен на Ковалёвском кладбище Санкт-Петербурга.

## Награды
- орден Октябрьской Революции (1981)
- два ордена Красного Знамени (9.06.1945, 1971)
- орден Александра Невского (26.02.1945)
- два ордена Отечественной войны 1 степени (30.11.1943, 11.03.1985)
- два ордена Трудового Красного Знамени (1966, 1974)
- два ордена Красной Звезды (27.04.1943, 05.11.1954[4])
- орден «За службу Родине в Вооружённых Силах СССР» 3-й степени
- медаль «За отвагу» (21.03.1942)
- медаль «За боевые заслуги» (15.11.1950)[4]
- другие медали
- награды иностранных государств
- лауреат Государственной премии СССР (1985, за цикл теоретических и практических исследований по разработке методов управления движением стратегических ракет без предварительного расчета траектории на основе использования высокопроизводительных бортовых вычислительных средств)

## Память
На доме в Санкт-Петербурге, где жил А. И. Холопов (Офицерский переулок, 6) установлена мемориальная доска.